# Elvis (voornaam)
Elvis is een Engelse voornaam.

## Herkomst
De naam stamt van het Oudengelse Eall-wīs, wat alwetend betekent. Ook de variant Alvis komt voor omdat in het Oudengels de a in plaats van de e gebruikt werd. Ook is er een mogelijke link met de Engelse achternaam Elwes gesuggereerd. Een verband is er ook met de oude voornaam Alwyn. De voornaam werd zeer bekend doordat de zanger en acteur Elvis Presley een wereldwijde bekendheid kreeg waardoor er veel populariteit ontstond om een kind te vernoemen.

### Personen met de voornaam Elvis
- Elvis Abbruscato, Italiaans voetballer
- Elvis Costello, Brits zanger en muzikant
- Elvis Crespo, Puerto Ricaans-Amerikaans zanger
- Elvis Onyema, Nigeriaans voetballer
- Elvis Peeters, Belgisch zanger en schrijver
- Elvis Presley. Amerikaanse rock-'n-roll zanger
- Elvis Sina, Albanees voetballer
- Elvis Stojko, Canadees kunstschaatser
- EJ Wells, of Elvis Banks, een personage uit Days of our Lives